# Юрина, Павле
Павле «Паво» Юрина (хорв. Pavle «Pavo» Jurina; 2 января 1954, Леденик, близ Нашице, СФРЮ — 2 декабря 2011, Бьеловар, Хорватия) — югославский, хорватский гандболист, чемпион летних Олимпийских игр в Лос-Анджелесе 1984.

## Биография
Начал играть в гандбол 1972 году. Выступал за клубы «Партизан» (Нашице) и «Партизан» (Бьеловар).
В составе югославской сборной провел 140 матчей. На летней Олимпиаде в Москве (1980) стал шестым, проведя все шесть встреч и забив 33 мяча. Через четыре года в Лос-Анджелесе вместе с югославской командой завоевал золотые медали. Среди других достижений:
- 1982 г. — серебряная медаль чемпионата мира в Дортмунде,
- 1979 г. — золотая медаль Средиземноморских игр в Сплите,
- 1983 г. — золотая медаль Средиземноморских игр в Касабланке,
- 1977 г. — золотая медаль Уиверсиады в Польше,
- 1977, 1979 гг. — чемпион Югославии,
- 1976 г. — обладатель Кубка Югославии.

Трижды признавался лучшим хорватским гандболистом (1979, 1980 и 1982), лучшим спортсменом Бьеловара — 1980, 1982 и 1984 гг.